# 贝尼多莱格
贝尼多莱格，是西班牙巴伦西亚自治区阿利坎特省的一个市镇。总面积8km2，总人口890人（2001年），人口密度111人/km2。